# Le Bec-Thomas
Le Bec-Thomas is een gemeente in het Franse departement Eure (regio Normandië) en telt 221 inwoners (1999). De plaats maakt deel uit van het arrondissement Bernay.

## Geografie
De oppervlakte van Le Bec-Thomas bedraagt 1,4 km², de bevolkingsdichtheid is 157,9 inwoners per km².
De onderstaande kaart toont de ligging van Le Bec-Thomas met de belangrijkste infrastructuur en aangrenzende gemeenten.

## Demografie
Onderstaande figuur toont het verloop van het inwonertal (bron: INSEE-tellingen).